# Предуређивање
Предуређивање је поступак којим особа припрема документ пре примене машинског превођења. Главни циљ предуређивања је да се смањи радно оптерећење након уређивања прилагођавањем изворног документа ради побољшања сировог резултата машинског превођења. Предуређивање такође може бити драгоцено за људске преводилачке пројекте, јер може повећати примену преводне меморије.
Уопштено, предуређивање је добро применити када постоји више од три циљна језика. У овом случају, предуређивање треба да олакша процес машинског превођења провером правописа и граматике, избегавајући сложену или двосмислену синтаксичку структуру и проверу доследности појмова. Међутим, применљив је и на датотеке које су лоше конвертоване. Језичко предуређивање је важније од претходног уређивања формата, јер грешке могу утицати на квалитет машинског превода.